# Gare de Lestre - Quinéville
La gare de Lestre - Quinéville est une gare ferroviaire française, fermée et désaffectée, de la ligne de Valognes Montebourg à Saint-Vaast et à Barfleur. Elle est située au lieu-dit La Gare sur le territoire de la commune de Lestre, à proximité de Quinéville, dans le département de la Manche en région Normandie.
Elle est mise en service en 1886 par la Compagnie de chemins de fer départementaux (CFD) et fermée à tout trafics en 1948.

## Situation ferroviaire
Établie à 24 mètres d'altitude, La gare de Lestre - Quinéville est située au point kilométrique (PK) 014 de la ligne de Valognes Montebourg à Saint-Vaast et à Barfleur, entre les gares de Saint-Martin-d'Audouville et de Quettehou - Le-Vast, s'intercalent les haltes de  Morsalines et d'Aumeville-Crazy.

## Histoire
En 1880, le projet de ligne de Valognes-Montebourg à Barfleur par Saint-Vaast en est à la finalisation des tracés. Lestre fait partie de la première section de  Montebourg-Le Ham et Saint-Vaast. Le choix de l'emplacement de la station a été approuvé par un décret du préfet le 25 septembre 1879.
La gare de Lestre - Quinéville est mise en service le 20 avril 1886 par la Compagnie de chemins de fer départementaux (CFD), lorsqu'elle ouvre à l'exploitation la ligne, à voie unique et écartement normal, de Valognes Montebourg à Saint-Vaast et à Barfleur.
La gare est fermée le 8 février 1948, lors de l'arrêt de l'exploitation de la section de Valognes à Saint-Vaast-la-Hougue.

## Patrimoine ferroviaire
Au mois d'août 2018, l'ancien bâtiment voyageurs est toujours présent, réaffecté en domicile privé.